# Seaford (Victoria)
Pour les articles homonymes, voir Seaford (homonymie).
 (décembre 2021).
Seaford est une banlieue de Melbourne, Victoria, Australie, 36 km au sud-est du quartier central des affaires de Melbourne. Sa zone de gouvernement local est la ville de Frankston. Au recensement de 2016, Seaford comptait 16 463 habitants.

## Histoire
Seaford était le site du marais de Karrum Karrum, qui était utilisé par le peuple aborigène Bunurong pour se nourrir. Au début du XXe siècle, après la colonisation européenne, le marais a été drainé à des fins agricoles (les zones humides ne restant que sur les basses terres, y compris Seaford et les zones humides d'Edithvale). 
Le nom de Seaford est né lors d'une réunion de résidents locaux en 1913, convoquée pour décider du nom de la colonie et de la nouvelle gare ferroviaire sur le point d'ouvrir. Il a été convenu que le nom devrait contenir une référence à la mer. Le conseiller Sydney Plowman a suggéré "Seaford", en laissant tomber le "l" de sa ville natale de Sleaford, dans le Lincolnshire, en Angleterre. La proposition est adoptée.  
Le bureau de poste de Seaford a ouvert ses portes le 6 mars 1914. 
Au cours des années 1950 et 1960, la banlieue s'est développée en raison des bas prix de l'immobilier et de la proximité de la plage et de Frankston. En 1985, un rapport a été produit, intitulé Ecology and Management of Seaford Swamp, recommandant la création de lagunes, des plantations d'arbres substantielles et l'amélioration des installations publiques. Ces initiatives ont été mises en œuvre par la ville de Frankston et Melbourne Water, grâce aux fonds du programme de subventions pour les parcs et les voies navigables de Melbourne. 

## Sports, loisirs et équipements publics
Seaford abrite plusieurs parcs publics, dont trois avec barbecues et aires de jeux. Seaford Scout Group, l'un des premiers chapitres australiens, a fusionné avec Carrum pour former le Seaford Carrum Scout Group.
Seaford abrite le Seaford United Soccer Club qui participe à la Men's State League 2 de la Victorian Football Federation et le Seaford Australian Football Club qui participe à la Mornington Peninsula Nepean Football League, tous deux utilisant le surnom de « Tigers ». La banlieue abrite également deux clubs de cricket, le Seaford Cricket Club (est. 1924) et aussi, le Seaford Tigers Cricket Club (est. 1990) qui participent à la Mornington Peninsula Cricket Association. Le Southern Districts Rugby Club a son siège au nord de la banlieue.
En février 2011, le club de football de St Kilda de la Ligue australienne de football a officiellement ouvert son site d'entraînement de 10,25 millions de dollars au Belvedere Park à Seaford.

### Réserve d'estran de Seaford

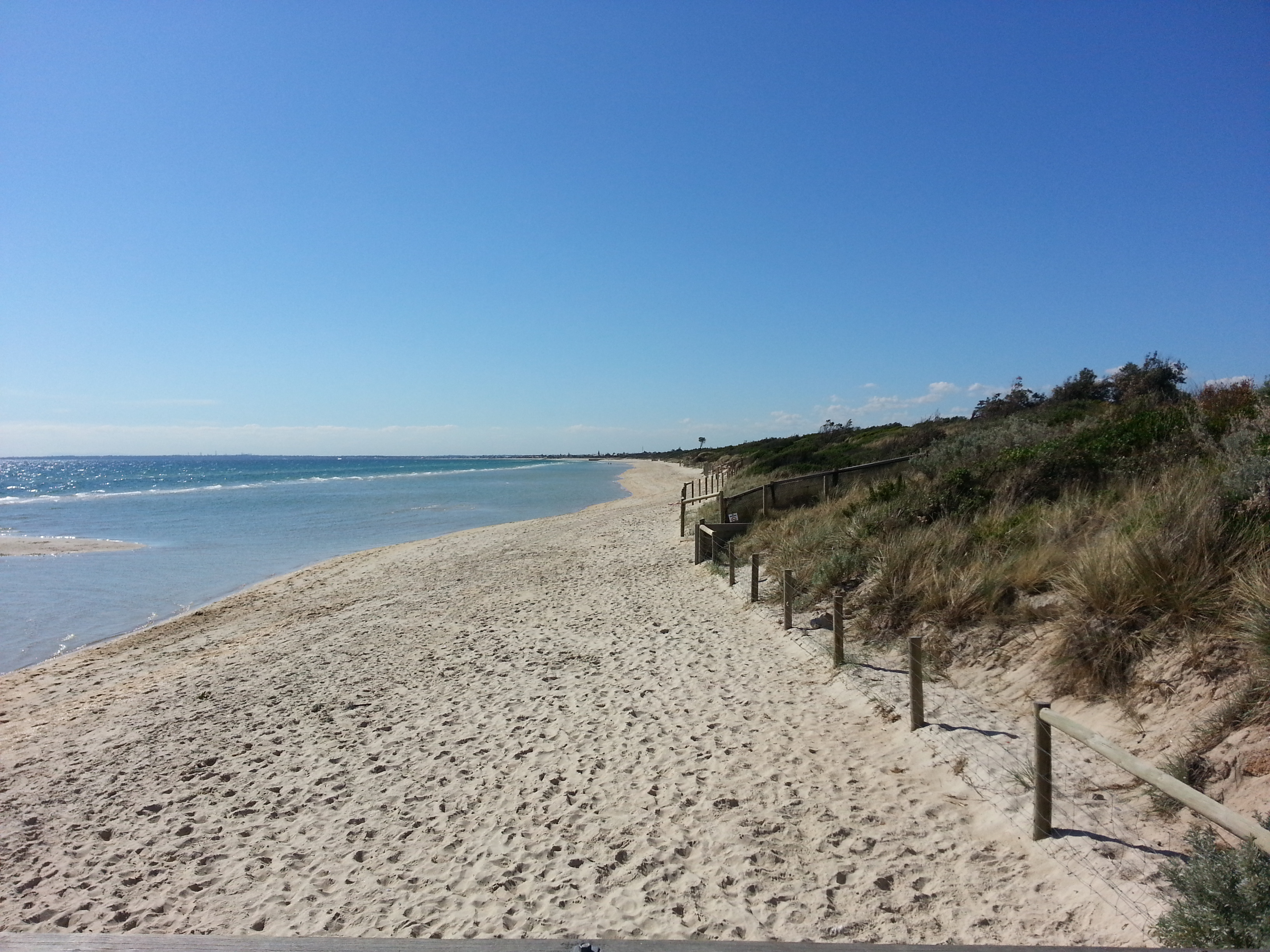
Plage de Seaford et réserve d'estran, Victoria, Australie

La réserve d'estran de Seaford (Seaford Foreshore Reserve) est l'un des rares brins substantiels et continus de végétation côtière naturelle près de Melbourne. Seaford est remarquable pour cette réserve, qui sépare la plage de Nepean Highway sur toute la longueur de la banlieue. Cette réserve a été le site d'un vaste programme de restauration des dunes entrepris par la Port Phillip Authority en 1972, sous le titre de "Seaford Experimental Project". Le programme impliquait de vastes zones de clôtures, de revégétalisation et l'installation de sentiers pédestres, de sièges, de tables et d'abris.

### Keast Park
Keast Park est un parc public de 2,5 hectares situé à l'extrémité nord de l'estran de Seaford sur la baie de Port Phillip. Le projet du parc a été conçu en 2004, il avait pour ambition de protéger l'écologie de l'environnement sensible de l'estran tout en prenant en compte les exigences fonctionnelles d'un parc public. Le parc sert à un large éventail de fonctions, y compris le Carrum Bowls Club, les scouts marins, des toilettes publiques et des vestiaires, un espace communautaire polyvalent et un petit café. 

### Les zones humides de Seaford
Les zones humides de Seaford (Seaford Wetlands) sont une réserve naturelle de 305 hectares inscrite au registre du domaine national. Les zones humides abritent une grande variété d'oiseaux, y compris un certain nombre d'espèces migratrices rares et menacées protégées par des accords internationaux.
Le grand nombre et la variété des oiseaux rendent les zones humides populaires auprès des ornithologues. De nombreux oiseaux migrateurs d'aussi loin que la Sibérie visitent la réserve d'octobre à mars.
Il existe des peuplements de gommes rouges de rivière autour des limites des zones humides, dont l'âge de certains est estimé à environ 300 ans. Certains portent des cicatrices là où l'écorce a été retirée pour être utilisée par les aborigènes Bunurong avant la colonisation européenne.
Le marais est connu pour sa vie aviaire prolifique et variée. Environ 130 espèces différentes y ont été observées ces dernières années. Les espèces les plus communes sont les oiseaux dépendant des zones humides qui se produisent dans le sud de Victoria, comme les canards, les cygnes, les râles et les pélicans.
Un certain nombre d'espèces d'oiseaux migrateurs rares visitent également les zones humides entre octobre et mars. Ceux-ci viennent d'Asie du Nord et sont protégés par des traités entre le gouvernement australien et les gouvernements du Japon et de la Chine. De nombreux oiseaux peuvent facilement être observés depuis les points de vue surplombant les lagunes de la zone humide. D'autres sont plus difficiles à repérer car ils préfèrent la protection des roseaux.
Les zones humides abritent une petite variété d'animaux indigènes comprenant des rats des marais,des rats d'eau, des serpents et des grenouilles. Trois types de poissons peuvent également être trouvés dans les zones humides : les galaxies communes, les anguilles à nageoires courtes et les moustiques (une espèce nuisible exotique).

### Sentier de randonnée Kananook
Un sentier pédestre populaire, divisé par des routes, passe par le Seaford RSL, continuant dans les deux sens.

### Ruisseau Kananook
Le ruisseau Kananook (Kananook Creek) s'écoule du nord de Seaford où il est alimenté par le drain Eel Race et s'écoule vers le sud à travers Seaford à peu près à côté de la route de Nepean jusqu'à Frankston où il se jette dans Port Phillip.

## Écoles
Il y a six écoles primaires à Seaford, l'école primaire Kananook, l'école primaire Belvedere Park, l'école primaire Seaford, l'école primaire Seaford North, l'école primaire Seaford Park et l'école primaire catholique St Anne. Seaford abrite également une école secondaire, l'école secondaire Patterson River qui est située au nord de la banlieue.

## Transport public

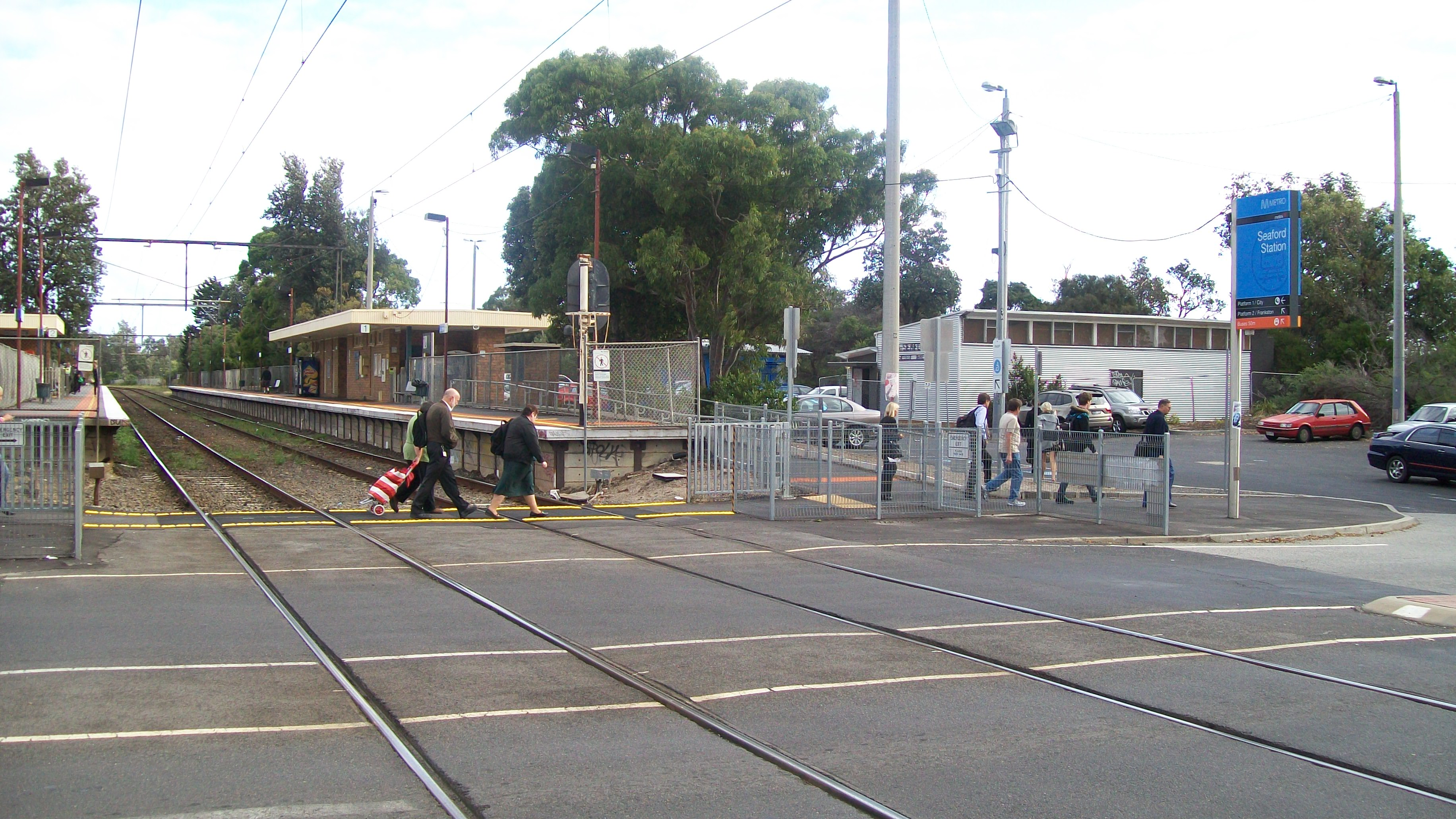
La gare de Seaford

Seaford est desservi par les bus et les trains de banlieue. Deux gares se trouvent dans la banlieue - Seaford et Kananook - sur la ligne de chemin de fer Frankston . Les deux sont en zone 2.
Sarah MacDiarmid a disparu de la gare de Kananook le 11 juillet 1990, vue pour la dernière fois en train de marcher de la gare au parking.

## Politique de l'État
Depuis les élections d'État du 29 novembre 2014, la banlieue de Seaford est représentée par la députée travailliste Sonya Kilkenny à l'Assemblée législative de Victoria. Seaford relève de la circonscription électorale de Carrum.